# Dasyrhamphis nigritus
Dasyrhamphis nigritus är en tvåvingeart som först beskrevs av Fabricius 1794.  Dasyrhamphis nigritus ingår i släktet Dasyrhamphis och familjen bromsar. Inga underarter finns listade i Catalogue of Life.